# Arrondissement de Savone
L'arrondissement de Savone est une ancienne subdivision administrative française du département de Montenotte créée le 6 juin 1805, dans le cadre de la nouvelle organisation administrative mise en place par Napoléon Ier en Italie et supprimée le 11 avril 1814, après la chute de l'Empire.

## Composition
L'arrondissement de Savone comprenait les cantons de Cairo, Final, Pierra, Noli, Quiano, Sassello, Savone et Vatazze.